# Catostylus perezi
Catostylus perezi is een schijfkwal uit de familie Catostylidae. De kwal komt uit het geslacht Catostylus. 